# Harry Markowitz
Harry Max Markowitz (24 tháng 8 năm 1927) là một nhà kinh tế học Hoa Kỳ, ông được trao giải lý luận John von Neumann (1989) và giải Nobel Kinh tế (1990).
Markowitz là một giáo sư tài chính tại Trường quản trị Rady thuộc Đại học California, San Diego (UCSD). Ông được biết đến với công trình tiên phong trong danh mục đầu tư hiện đại, nghiên cứu tác động của rủi ro tài sản, lợi nhuận, tương quan và đa dạng hóa có thể xảy ra tác động trở lại danh mục đầu tư.

## Ấn bản
- Markowitz, H.M. (1952). "Portfolio Selection". The Journal of Finance. Quyển 7 số 1. tr. 77–91. doi:10.2307/2975974. JSTOR 2975974.
- Markowitz, H.M. (1952). "The Utility of Wealth" (PDF). The Journal of Political Economy (Cowles Foundation Paper 57). Quyển LX số 2. tr. 151–158. doi:10.1086/257177.
- Markowitz, H.M. (1957). "The Elimination Form of the Inverse and Its Application to Linear Programming". Management Science. Quyển 3 số 3. tr. 255–269. doi:10.1287/mnsc.3.3.255.
- Markowitz, H.M. (1959). Portfolio Selection: Efficient Diversification of Investments. New York: John Wiley & Sons. (reprinted by Yale University Press, 1970, ISBN 978-0-300-01372-6; 2nd ed. Basil Blackwell, 1991, ISBN 978-1-55786-108-5)
- Markowitz, H.M. (ngày 1 tháng 10 năm 1979). Belzer, Jack; Holzman, Albert G.; Kent, Allen (biên tập). "SIMSCRIPT", Encyclopedia of Computer Science and Technology. Quyển 13. New York and Basel: Marcel Dekker. tr. 516. ISBN 978-0-8247-2263-0.
- Markowitz, H.M. and E. van Dijk (2003). "Single-Period Mean-Variance Analysis in a Changing World". Financial Analysts Journal. Quyển 59 số 2. tr. 30–44. doi:10.2469/faj.v59.n2.2512.
- Markowitz, H.M. (2005). "Market Efficiency: A Theoretical Distinction and So What?" (PDF). Financial Analysts Journal. Quyển 61 số 5. tr. 17–30. doi:10.2469/faj.v61.n5.2752.
- Markowitz, H.M. (2009). Harry Markowitz: Selected Works. World Scientific-Nobel Laureate Series: Vol. 1. Hackensack, New Jersey: World Scientific. tr. 716. ISBN 978-981-283-364-8. Bản gốc lưu trữ ngày 23 tháng 2 năm 2011. Truy cập ngày 22 tháng 10 năm 2013.